# Józef Zwierzyna
Józef Zwierzyna (ur. 27 listopada 1940 w Żywcu, zm. 27 września 2022 w Opolu) – polski piłkarz grający na pozycji napastnika, trener. Wieloletni zawodnik Odry Opole.

## Kariera piłkarska
Józef Zwierzyna rozpoczynał swoją przygodę ze sportem w rodzinnym Żywcu od biegów narciarskich i już jako junior był najlepszym biegaczem Beskidów a także członkiem młodzieżowej kadry narodowej. W lecie uprawiał lekkoatletykę, biegając na różnych dystansach w klubie Koszarawa Żywiec. Z piłką nożną natomiast nie miał wiele wspólnego.
Karierę piłkarską rozpoczął w 1960 roku w Polonii Jelenia Góra podczas odbywania służby wojskowej, gdzie poznał m.in.: Wiesława Łucyszyna (grali razem w Odrze Opole. Następnie został przerzucony do gry w wojskowym klubie Lotnik Warszawa, gdzie grał w ataku z Hubertem Skupnikiem (późniejszy napastnik Wisły Kraków. Przed zakończeniem służby wrócił do Jeleniej Góry, gdzie mógł również pogodzić studia na Politechnice Wrocławskiej.
Przygoda Zwierzyny z Odrą Opole rozpoczęła się dzięki Wiesławowi Łucyszynowi, który po powrocie do gry w Odrze Opole opowiedział o nim trenerowi Odry Arturowi Woźniakowi. Kiedy Odra Opole przyjechała na obóz do Jeleniej Góry, Zwierzyna zagrał w jej barwach w sparingu ze Stalą Mielec. "Niebiesko-Czerwoni" wygrali 3:2, a Zwierzyna zdobył dwie bramki, dzięki którym dostał propozycję przejścia do Odry Opole.
Józef Zwierzyna w ekstraklasie zadebiutował wiosną 1964 roku w wygranym 3:2 meczu z Szombierkami Bytom. Wystąpił wtedy na pozycji napastnika i w debiucie strzelił bramkę. Już w pierwszym sezonie odniósł z Odrą Opole znaczące sukcesy: 3.miejsce w ekstraklasie, półfinał Pucharu Intertoto. Zwierzyna był zawodnikiem "obunożnym", a jego umiejętność szybko okazała się przydatna w linii pomocy. Trener Engelbert Jarek mianował Zwierzynę kapitanem zespołu. W 1971 roku w klasyfikacji Złotych Butów katowickiego "Sportu" zajął 7.miejsce.
Karierę piłkarską Józef Zwierzyna zakończył w 1973 roku. W ekstraklasie rozegrał ok. 150 meczów i strzelił 6 goli.

## Kariera trenerska
Po zakończeniu kariery piłkarskiej Józef Zwierzyna rozpoczął karierę trenerską. Trenował m.in. Odrę Opole, Ruch Chorzów, ZKS Górażdże, Odrę II Opole, Skalnik Gracze, Skalnik Tarnów Opolski, Pogoń Prudnik.

## Sukcesy zawodnicze

### Odra Opole
- 3.miejsce w ekstraklasie: 1964
- Półfinał Pucharu Intertoto: 1964